# Oxyrhachis congoensis
Oxyrhachis congoensis är en insektsart som beskrevs av Capener 1957. Oxyrhachis congoensis ingår i släktet Oxyrhachis och familjen hornstritar. Inga underarter finns listade i Catalogue of Life.